# Viviparus viviparus
paludine d'Europe, paludine vivipare
Espèce
Synonymes
- Paludina viviparus

Statut de conservation UICN

 LC  : Préoccupation mineure
La paludine d'Europe ou paludine vivipare (Viviparus viviparus) est une espèce d'escargots d'eau douce du genre Viviparus Montfort, 1810.

## Description
Sa coquille d'assez grande taille est épaisse et formée de 4 à 5 tours de spires chez l'adulte. Ce mollusque vit dans les eaux fraiches à tempérées, plutôt lentes. C'est l'une des 4 espèces de Viviparidae autochtones en Europe, les autres étant Viviparus acerosus (Bourguignat, 1862), Viviparus ater (De Cristofori et Jan, 1832), Viviparus contectus (Millet, 1813) - Paludine commune. Ses effectifs et populations sont mal connus, mais cette paludine semble encore assez commune en Europe (dont en France). C'est une des très rares espèces d'escargots aquatiques ovovivipares.
À la différence des limnées et comme certains escargots marins, la paludine peut se protéger de la déshydratation derrière un opercule étanche.

## Viviparité

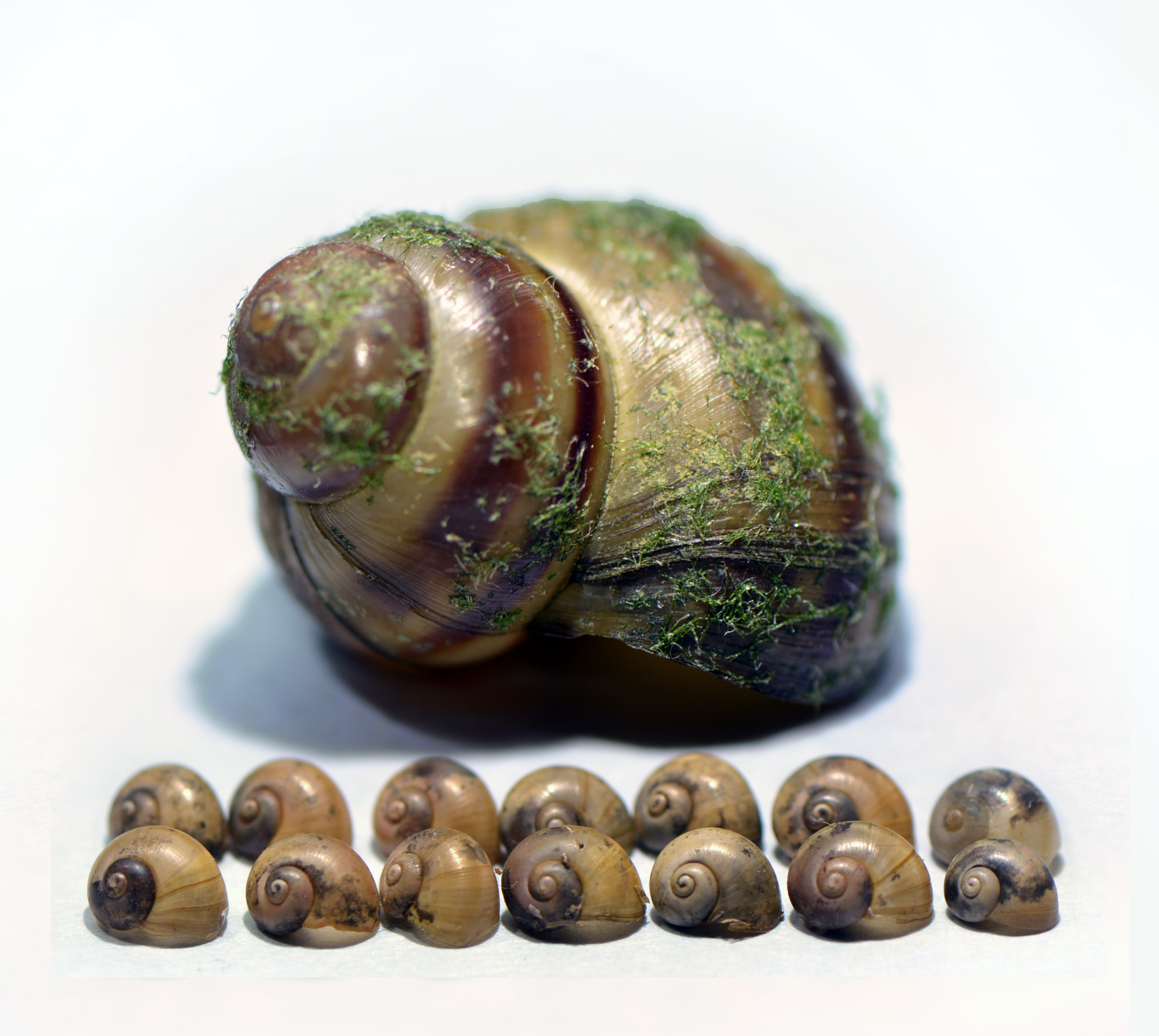
Coquilles de jeunes escargots trouvées à l'intérieur de la coquille (operculée, fermée) de leur mère. (couleur non naturelle à la suite de la décomposition des corps). Sur la photo, il en manque deux qui ont été cassés. La femelle allait donner jour à 16 jeunes

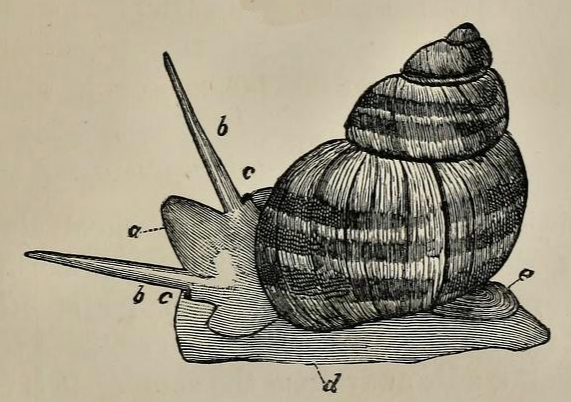
Illustration ancienne présentant l'animal et sa coquille
a) tête
b) tentacules
c) yeux
d) pied
e) opercule

Comme son nom latin l'indique, c'est un escargot vivipare, phénomène rare chez les escargots.
C'est le naturaliste Jan Swammerdam qui semble avoir été le premier à reconnaître le caractère vivipare de cette espèce à laquelle il a donné le nom de Cochlea mirabilis, puis Cochlea vivipara. Il a constaté que les œufs présents dans l'oviducte de la femelle contiennent toutes un ou deux funicules, croyant même reconnaitre dans ces œufs un chorion et un amnios, mais il ne découvre pas comment ils se sont formés, ni comment ils sont parvenus dans l'utérus et ne semble pas même avoir compris qu'il existait des mâles et des femelles chez cette espèce (la plupart des autres escargots sont hermaphrodites, on a longtemps cru à une génération spontanée ou à un autofécondation chez les escargots aquatiques).
Émile Baudelot précise ensuite clairement que chez les paludines il y a deux sexes distincts et pas d'hermaphrodisme.
« L'appareil mâle s'étend depuis l’extrémité antérieure du tentacule droit jusqu'au sommet de la spire. On peut dans ce trajet lui considérer quatre portions bien distinctes, qui sont, en allant de haut en bas, le testicule, le canal déférent, le réservoir séminal et la verge. ».
Cette viviparité a ensuite continué à intriguer les scientifiques.

## Taxonomie

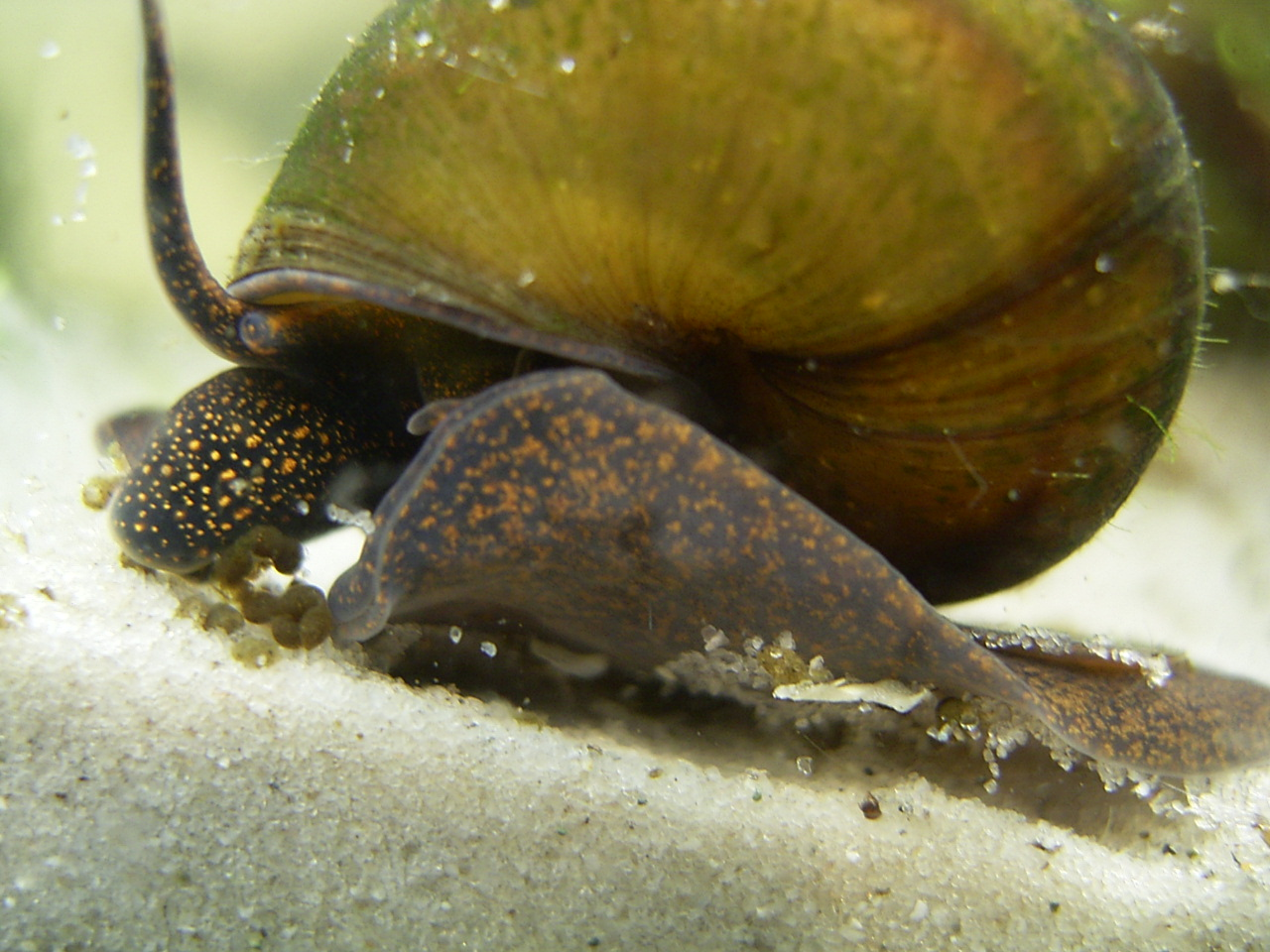
Viviparus viviparus (en aquarium)

Cette espèce appartient au genre Viviparus qui appartient lui-même à la famille Viviparidae et à la sous-famille Viviparinae (dont la taxonomie est encore en cours d'étude et de développement).
Elle était autrefois classée dans le genre Paludina (qui n'existe plus)

Elle est aussi classée dans le groupe informel des Architaenioglossa.
Elle a autrefois aussi porté les noms suivants :
- Paludina vivipara(CD_NOM = 61996)[8].
- Vivipara batava C. Boettger, 1912 (CD_NOM = 412399) [8].
- Vivipara fennica Kobelt, 1909 (CD_NOM = 412403)[8].
- Vivipara forbesi Bourguignat, 1880 (CD_NOM = 412404)[8].
- Vivipara imperialis Bourguignat, 1884 (CD_NOM = 412405)[8].
- Vivipara nevilli Bourguignat, 1880 (CD_NOM = 412406)[8].
- Vivipara rhenana C. Boettger, 1912 (CD_NOM = 412407)[8].
- Vivipara vistulae Kobelt, 1907 (CD_NOM = 412408)[8].
- Vivipara visurgensis Kobelt, 1907 (CD_NOM = 412409)[8].
- Vivipara vivipara (CD_NOM = 61995)[8].

## Description

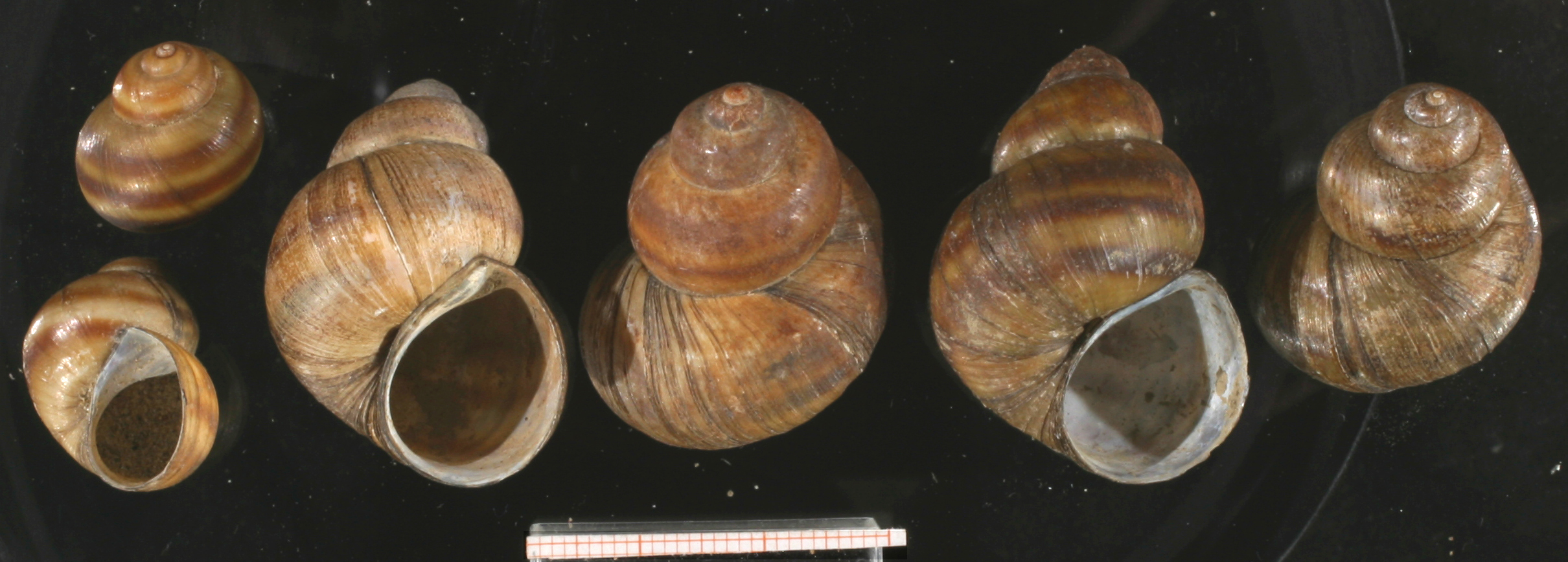
Six coquilles de Viviparus viviparous, dont deux juvéniles

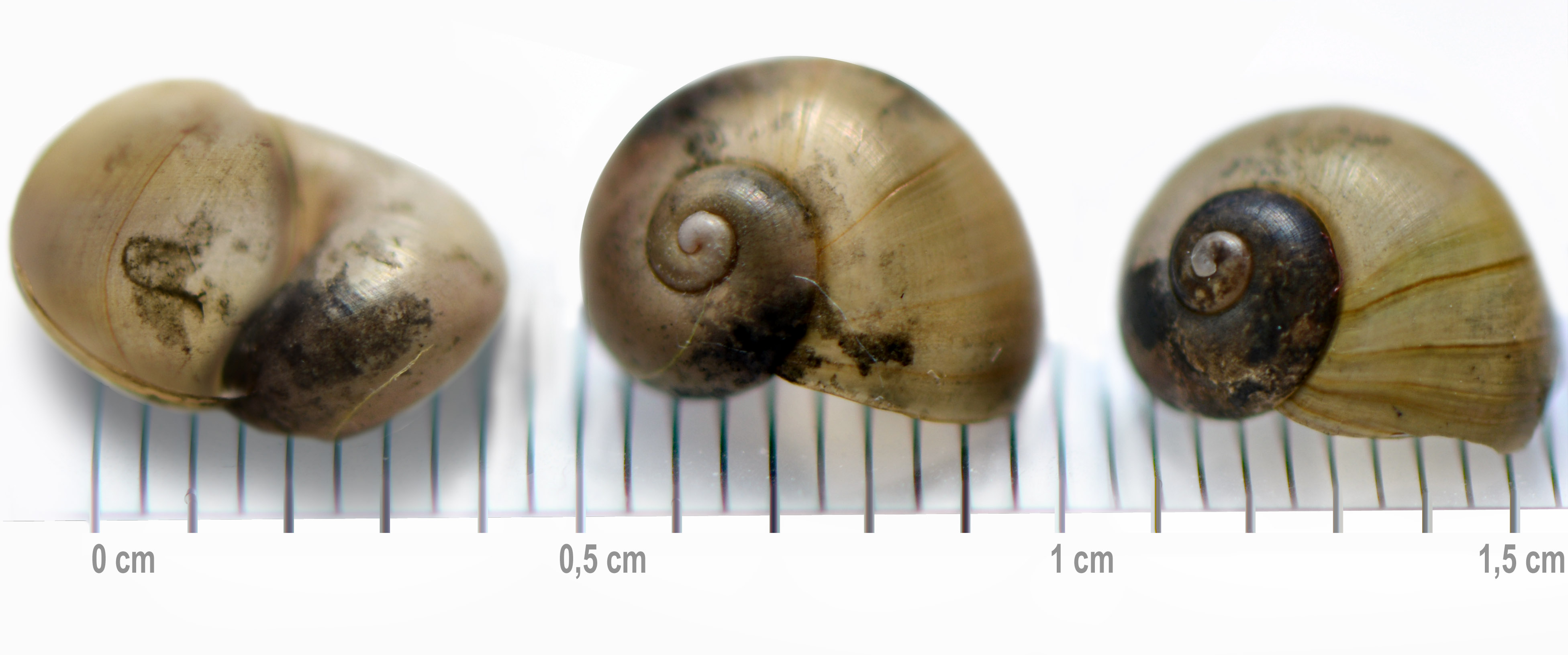
Vue rapprochée de coquilles mortes trouvées dans la coquille de la mère également morte

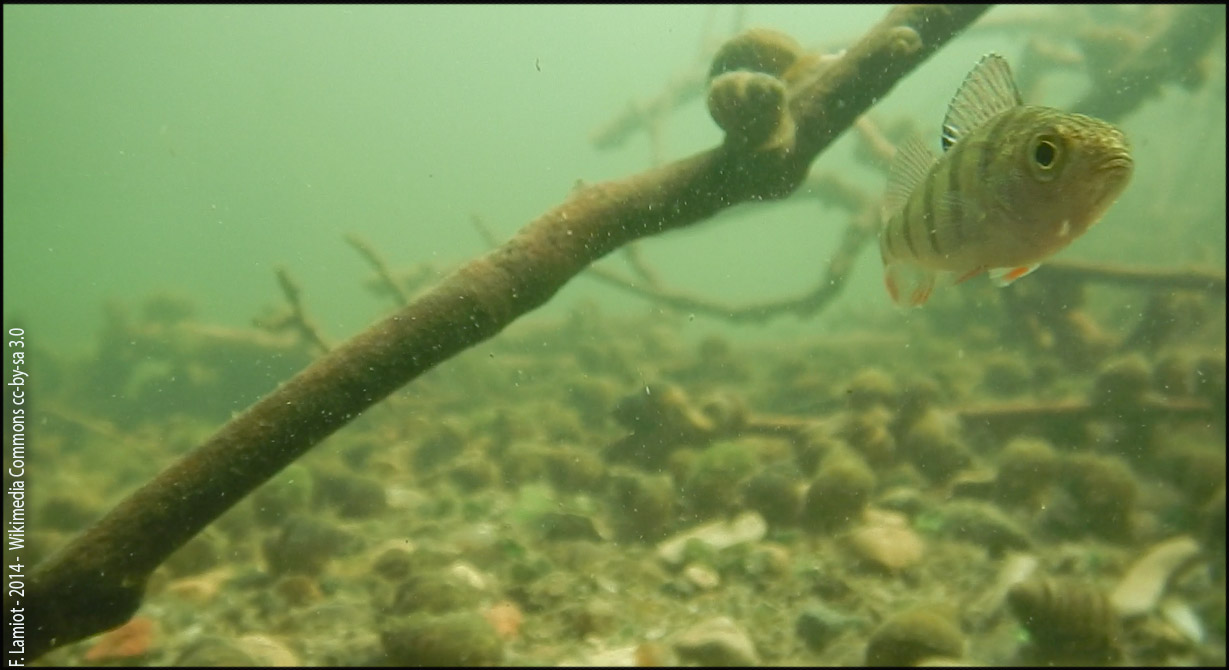
Paludines dans leur milieu (ici dans la vieille Deûle à Lille (le poisson est une Perche : Perca fluviatilis)

La coquille des paludines vivipares peut atteindre 3,5 cm et évoquer celles des ampullaires (qui ne sont cependant pas apparentées aux paludines).

Cette coquille spiralée est globalement conique, de couleur beige, et ornée de trois rayures plus foncées. Son sens d'enroulement est dextre.

L'animal peut s’y enfermer derrière un opercule rond orné de stries concentriques, ce qui lui permet de se protéger - durant plusieurs mois s'il le faut - de la déshydratation. L’opercule une fois fermé affleure l’ouverture de la coquille. L'opercule est fixé sur la partie dorsale et arrière du pied de ce mollusque, pied qui est large et en forme de T et dont la couleur varie du gris au verdâtre tacheté d'orangé.
Sa bouche comporte une radula et un siphon respiratoire s'ouvre sur le côté droit de la tête, alimentant ses branchies situées en avant du cœur. Ce siphon lui permet aussi de filtrer l'eau.
La paludine possède deux tentacules courts ; les yeux sont sur le côté externe de chaque tentacule.

### Dimorphisme sexuel
Le sexage des individus est aisé :
- le mâle se distingue par un tentacule droit, plus court et au bout arrondit, qui fait aussi office de pénis lors de la fécondation ;
- la femelle est habituellement un peu plus grosse que le mâle au même âge, et elle possède deux tentacules identiques.

## Habitat et aire de distribution
La paludine d'Europe vit dans les eaux à faible courant de la zone dite paléarctique de l'Europe.
On les trouve souvent en groupes denses (pouvant atteindre des milliers d'individus) sur des branches immergées, des pieux ou divers objets artificiels présents sous l'eau. Plus rarement, ils sont présents de manière plus dispersée dans la vase et alors beaucoup plus discrets. On les trouve aussi dans certains étangs ou pièces d’eau artificielles, des réservoir de barrage  et certains bras morts de cours d’eau encore plus ou moins liés à une rivière ou à un fleuve.
On trouve notamment cette paludine du Royaume-Uni à l’Oural et notamment en  Croatie, Tchéquie (en Bohème uniquement), en Allemagne, aux Pays-Bas, en Pologne, en Irlande et Grande-Bretagne, Belgique, Suisse et France (où elle serait présente dans une grande partie du pays, mais plus rare en zone méditerranéenne et dans les Pyrénées).
Elle semble cependant absente des eaux de la zone du cours supérieur et moyen du Danube (Suisse, Autriche, Hongrie et Slovaquie)  où l’on trouve plutôt la vivipare géorgienne Viviparus georgianus (I. Lea, 1834).
Elle a été introduite en Amérique du Nord.

## Comportement
Les paludines vivent très souvent en groupe.
Elles se recouvrent alors les unes les autres de leur mucus, qui – ainsi (chez les individus très jeunes) que des rangées de poils microscopiques recouvrant leur coquille vont capturer des particules de vase, algues et bactéries en suspension et contribuer à les camoufler.
Les paludines passent facilement l’hiver sous la glace, mais à la différence d’autres mollusques aquatiques, les paludines meurent si elles gèlent.

## Alimentation
Cette espèce se nourrit de plancton et microdébris en suspension dans l’eau. Elle les capte au moyen du siphon qui lui permet de respirer tout en filtrant l’eau.
Cette capacité de filtration la fait apprécier de propriétaires de bassins ou d'aquariums (elle peut toutefois y introduire certains parasites).

## Reproduction
Comme son nom scientifique le rappelle, la paludine est vivipare, et plus exactement ovovivipare.
La maturité sexuelle est atteinte au bout de deux ans, quand l’escargot mesure environ 2 cm de long.
La spermatogenèse de cette espèce ainsi que celles de l'Hélix et de la grenouille) ont été étudiées par Mathias Duval il y a plus d'un siècle (1879)).
Chaque femelle porte des œufs (jusqu'à une trentaine et à tous les stades de développement) d’une taille de 3 à 7 mm de diamètre et jusqu’au développement complet de l’embryon. Au moment de leur expulsion, les jeunes mesurent environ 7 mm et leur coquille est déjà marquée des rayures caractéristiques des paludines. Après avoir produit tous ses jeunes, la femelle meurt.

## Indices de présence
Dans les rivières présentant assez de courant, des dépôts de coquilles vides peuvent localement se former.

## Utilisations
Plusieurs espèces du genre Viviparus (dont Viviparus viviparus) sont élevés au Royaume-Uni et dans les pays germaniques pour des propriétaires de bassins et d’aquarium (d’eau froide) ; ils sont réputés y consommer les algues filamenteuses, certaines microalgues, cyanophycées et micro-déchets en suspension et ainsi contribuer à épurer et clarifier l’eau.

## Statut de l’espèce
L’état et la dynamique des populations de cette espèce, et les éventuelles menaces qu’elles subit sont mal connus.
L’espèce est localement abondante et pourrait être en régression ailleurs (ex : en Allemagne où les populations de la rivière Neckar se sont récemment éteintes). En 2014, ce taxon n'est pas protégé en France.

## Parasitoses
Comme tous les escargots aquatiques, cette espèce peut être parasitée.

Elle est l’hôte intermédiaire de plusieurs espèces de trématodes (ex : Echinostoma trivolvis) qui finissent souvent leur cycle chez les oiseaux ou des animaux venant s’abreuver dans les cours d’eau.

## Espèces proches
Des confusions sont possibles avec :
- Viviparus ater (Paludine des Alpes)
- Viviparus contectus (Paludine commune) ; plus grande que Viviparus viviparus )
- Viviparus georgianus (I. Lea, 1834) (Vivipare géorgienne)

### Hybridation
En 1997, des hybrides féconds ont être obtenus en laboratoire par croisement interspécifique de plusieurs espèces de Viviparus, mais à certaines conditions :
- V. Viviparus se croise avec Viviparus ater, uniquement quand c'est le mâle 'V. viviparus qui féconde la femelle de  V. ater ; la combinaison inverse est presque stérile.
- De même il faut que ce soit le mâle de V. contectus  qui féconde une femelle  V. ater pour avoir une descendance[15].

#### Ouvrages ou articles spécialisés
- Benedetti, I., Benedetti, L., Bolognani, L., Bolognani, F. A., Marini, M., & Ottaviani, E. (1981)  Effect of pollution on some freshwater species. I. histochemical and biochemical features of lead pollution on some organs of Viviparus viviparus L.(Mollusca Gastropoda). Basic and applied histochemistry, 26(2), 79-87.
- Boer HH & Sminia T(1976). Sieve structure of slit diaphragms of podocytes and pore cells of gastropod molluscs. Cell and tissue research, 170(2), 221-229 (extrait / résumé).
- Boer HH, Algera NH & Lommerse AW (1973) Ultrastructure of possible sites of ultrafiltration in some gastropoda, with particular reference to the auricle of the freshwater prosobranch Viviparus viviparus L. Zeitschrift für Zellforschung und Mikroskopische Anatomie, 143(3), 329-341 (extrait et résumé).
- Cook PM (1949)  A ciliary feeding mechanism in Viviparus viviparus (L.). Journal of Molluscan Studies, 27(6), 265-271 ; Online  (ISSN 1464-3766) - Print  (ISSN 0260-1230) (Online  (ISSN 1464-3766) - Print  (ISSN 0260-1230) (extrait et résumé)
- Cossmann AEM (1899) Sur la découverte d'un gisement palustre à Paludines dans le terrain Bathonien de l'Indre.
- Falkner G, Ripken TEJ & Falkner M (2002)  Mollusques continentaux de la France : liste de référence annotée et bibliographie. Patrimoines naturels, 52: 1-350.
- Fantin AB, Benedetti L, BolognaniL & Ottaviani E (1982) The effect of lead pollution on the freshwater gastropod Viviparus viviparus L.: Biochemical and histochemical features. Malacologia. 1982.
- Gargominy O, Prié V, Bichain J-M, Cucherat X. & Fontaine  B (2011) Liste de référence annotée des mollusques continentaux de France.  MalaCo, 7: 307-382 (PDF, 76 pages).
- Jakubik B (2003) Year-to-year stability of aggregations of Viviparus viviparus (Linnaeus 1758) in littorial zone of lowland rheophilic reservoir (Central Poland). Polish Journal of Ecology (Poland).
- Jakubik, B. (2007). Egg number-female body weight relationship in freshwater snail (Viviparus viviparus L.) population in a reservoir. Polish Journal of Ecology, 55(2), 325-336* Geoffroy (Étienne-Louis) (1767) Traité sommaire des coquilles: tant fluviatiles que terrestre, qui se trouve aux environs de Paris ; J.B.G. Musier fils - 143 pages (en Livre numérique Google)
- Jakubik B (2006) http://www.pol.j.ecol.cbe-pan.pl/article/ar54_1_04.pdfReproductive pattern of Viviparus viviparus (Linnaeus 1758)(Gastropoda, Viviparidae) from littoral aggregations in a through-flow reservoir (Central Poland)]. Polish Journal of Ecology, 54(1), 39-55.
- Little C (1965) Osmotic and ionic regulation in the prosobranch gastropod mollusc, Viviparus viviparus Linn. Journal of Experimental Biology, 43(1), 23-37 (résumé).
- Little C  (1965)  The formation of urine by the prosobranch gastropod mollusc Viviparus viviparus Linn. Journal of experimental Biology, 43(1), 39-54 (résumé).

#### Ouvrages généralistes
- Engelhardt W (1998) La vie dans les étangs, les ruisseaux et les mares, ed. Vigot, 316p.
- Félix J, Toman J & Hisek K (1983) Guide du promeneur dans la nature, ed. France-Loisirs, 422p.
- Germain (1931) Faune de France no 22, Mollusques terrestres et fluviatiles (seconde partie) Ed. P. Lechevalier, 897p.
- Germain L., Seguy E(1957) Faune des lacs, des étangs et des... Ed. Paul Lechevalier
- Mulhauser B & Monnier G (1995)  Guide de la flore et de la faune des lacs et des étangs d'Europe. Delachaux et Niestlé, Lausanne.
- Olsen LH, Sunesen E, Persersen BV (2000)  Les petits animaux des lacs et rivières, « Les compagnons du naturaliste », ed. Delachaux & Niestlé, 236p.
- Tachet H (2006), Invertébrés d’eau douce, systématique, biologie, écologie, Ed. du CNRS, 587p